# Simboli della Lombardia
I simboli della Lombardia, regione italiana dell'Italia settentrionale, sono, ai sensi dello statuto d'autonomia della regione, la bandiera, lo stemma, il gonfalone e la festa del 29 maggio.
La Regione Lombardia fino al 29 gennaio 2019 non ha avuto una bandiera ufficiale, adottata con la successiva legge regionale 1/2019 entrata in vigore dal 5 febbraio, ma negli uffici pubblici regionali, nei comuni e nelle manifestazioni è stato utilizzato lo stemma raffigurante una rosa camuna stilizzata adattato in forma di bandiera. La Regione Lombardia, che è depositaria del marchio, ne regola l'utilizzo.

## Stemma
Lo stemma ufficiale della Lombardia è costituito da una rosa camuna, antico simbolo solare comune ad alcuni popoli protoceltici, presente in 94 delle circa 140.000 incisioni rupestri della Val Camonica, in provincia di Brescia. Queste incisioni sono state realizzate dal Mesolitico (VIII-VI millennio a.C. circa) all'Età del ferro (I millennio a.C.) da diversi antichi popoli, tra cui i Camuni. Le incisioni realizzate da questi ultimi, tra cui figura l'omonima rosa, sono state eseguite durante l'Età del ferro.
La rosa camuna stilizzata sullo stemma della regione è in argento, a simboleggiare la luce, ed è inscritta in un quadrato (1:1) di colore verde, rappresentante la Pianura Padana. Adottato ufficialmente insieme al gonfalone con la legge regionale n°85 del 12 giugno 1975, il simbolo è stato introdotto su proposta dell'allora assessore alla cultura Alessandro Fontana, e disegnato nello stesso anno da Pino Tovaglia, Bob Noorda, Roberto Sambonet e Bruno Munari.

## Bandiera

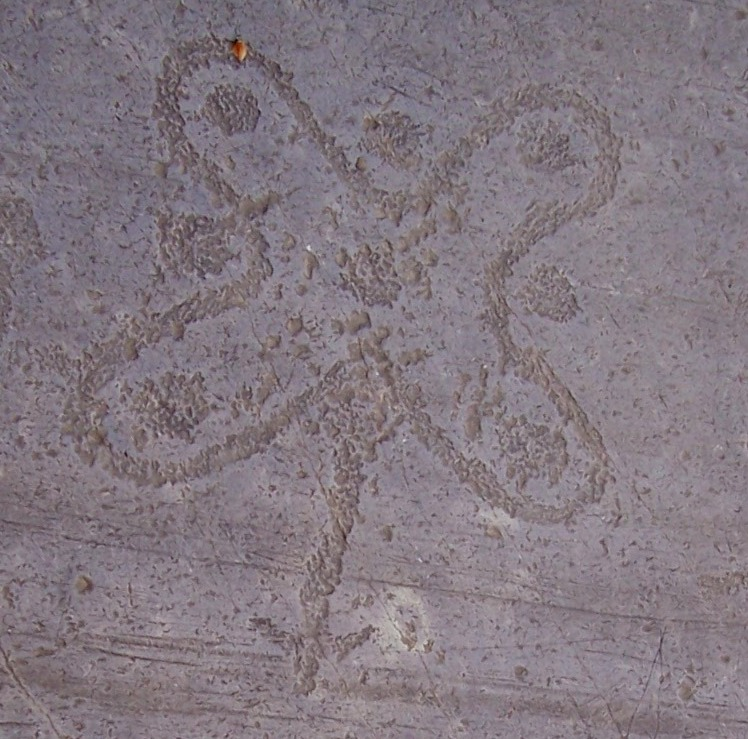
Una rosa camuna delle incisioni rupestri della Val Camonica

Bandiera con asta

La Lombardia non ha avuto una bandiera ufficiale fino al 5 febbraio 2019: già in precedenza, a fini istituzionali, era tuttavia invalso l'uso dello stemma adattato in forma di bandiera, che era quindi un drappo verde con la rosa camuna nel mezzo.
A partire dalla V legislatura, dal 1990, il partito politico della Lega Lombarda, poi Lega Nord, propose di limitare l'uso della rosa camuna esclusivamente allo stemma e al gonfalone, adottando invece come vessillo ufficiale regionale la bandiera bianca con la croce rossa al centro, identificativa di vari comuni della regione (primo fra tutti Milano), che fu usata anche dalla Lega Lombarda sul Carroccio nel 1176 durante la battaglia di Legnano e fu portata a Gerusalemme dai lombardi nella prima crociata del 1096.
La proposta fu periodicamente ri-perorata dalla Lega Nord (consenzienti anche Forza Italia e Alleanza Nazionale) tra la V e la X legislatura regionale, ma rimase sempre lettera morta.
Nel 2007 uno studio commissionato dall'IRER (Istituto Regionale delle Ricerche) propose invece l'adozione del Ducale visconteo, simbolo del Ducato di Milano, costituito da un biscione (simbolo dei Visconti) inquartato con l'aquila imperiale. Lo studio considerava il fatto che anche i territori di Brescia, Bergamo e Crema, pur essendo per lungo tempo stati parte della Repubblica di Venezia, erano appartenuti alla signoria viscontea per gran parte del XIV secolo e al Ducato di Milano per qualche decennio all'inizio del XV, mentre Mantova vi fu legata brevemente per via dinastica. Anche questa proposta però non ebbe seguito né in Giunta, né in Consiglio.
Nel 2011 si propose una soluzione intermedia, che coniugasse la rosa camuna e la bandiera crociata: il 16 settembre vennero diffusi alcuni bozzetti, che furono sottoposti a sondaggio tra i lettori del Corriere della Sera; nuovamente l'idea tramontò presto. Il 12 marzo 2015 è stata proposta dalla maggioranza di centrodestra un'altra possibile variante dell'unione tra i due vessilli.

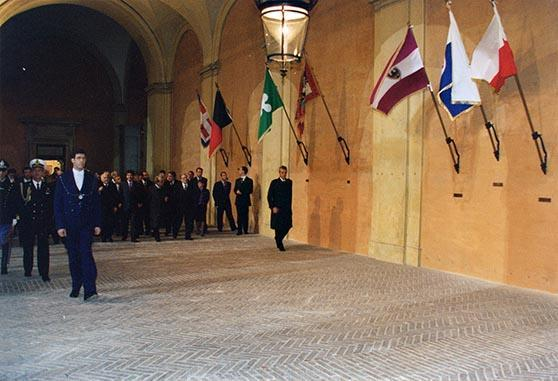
La bandiera de facto della Lombardia (terza da sinistra) esposta al Palazzo del Quirinale il 4 novembre 1995.

Un'altra possibilità vagliata dalla Regione fu l'adozione ufficiale del drappo verde con al centro la sola rosa camuna argentea, che era già invalsa nell'uso come bandiera de facto e che il 4 novembre 1995 era stata esposta in una sala del Quirinale insieme agli altri vessilli delle regioni italiane (peraltro quasi tutti realizzati per l'occasione e non disciplinati da alcuna normativa) per volere del presidente della Repubblica Oscar Luigi Scalfaro. Proprio quest'ultima proposta di bandiera fu accettata a seguito del voto di approvazione all'unanimità da parte del Consiglio regionale il 29 gennaio 2019, con susseguente promulgazione della legge regionale 4 febbraio 2019, n. 2, Istituzione e adozione della bandiera, della fascia e del segno distintivo della Regione Lombardia (BURL n. 2, suppl. del 4 febbraio 2019), entrata in vigore il 5 febbraio 2019.

## Gonfalone

Gonfalone

Il gonfalone della Lombardia è un drappo verde con ricami e frange in oro, su cui campeggia superiormente la riproduzione del Carroccio, grande carro a quattro ruote recante le insegne cittadine attorno al quale si raccoglievano e combattevano le milizie dei comuni medievali dell'Italia settentrionale, di cui rappresentava l'autonomia, e inferiormente lo stemma della Regione. Il gonfalone della Lombardia fu presentato per la prima volta il 20 luglio 1978, realizzato dall'arazzeria Scassa di Asti con la tecnica dell'arazzo a mano. Le dimensioni sono di 3x2 m e i nastri e la cravatta sono nei colori nazionali.
Il gonfalone che, nel caso sia utilizzato in cerimonie e processioni, è scortato da addetti con uniformi tipiche, è così descritto:

### Onorificenze
Il gonfalone della Regione Lombardia è stato insignito dalla seguente onorificenza:

## Fascia istituzionale
Approvata il 29 gennaio 2019 dal Consiglio regionale della Lombardia, ed adottata il successivo 5 febbraio con l'entrata in vigore della Legge regionale 2/2019, la fascia regionale di rappresentanza è in tessuto verde frangiato d'argento, con ricamato all'estremità inferiore il simbolo regionale; si indossa a tracolla sulla spalla destra. L'uso della stessa è concesso ai presidenti della giunta e del consiglio regionale, nonché a eventuali delegati autorizzati:
Art. 3
(La fascia istituzionale)
1. La fascia istituzionale, da portarsi a tracolla dalla spalla destra al fianco sinistro, riporta una croce curvilinea argentea in campo verde inclinata in senso orario che deve trovarsi, una volta indossata la fascia, all'estremità inferiore a sinistra.

2. La fascia è segno distintivo della Regione Lombardia ed è assegnata al Presidente della Regione e al Presidente del Consiglio regionale, che la utilizzano in occasione di manifestazioni ufficiali al fine di rendersi immediatamente distinguibili.

## Segno distintivo dei consiglieri regionali
Anch'esso istituito dalla legge 2/2019 che così recita:
Art. 4
(Segno distintivo dei consiglieri regionali)

1. Ai fini di valorizzare il ruolo e permettere una migliore identificazione dei consiglieri regionali, agli stessi viene fornito in dotazione un segno distintivo istituzionale raffigurante una croce curvilinea argentea in campo verde inclinata in senso orario. L'Ufficio di presidenza del Consiglio regionale, con propria deliberazione, ne determina il materiale, le dimensioni, la grafica e le relative modalità di utilizzo.

## Festa regionale
La festa regionale della Lombardia, che è stata istituita con la legge regionale n. 15 del 26 novembre 2013, si celebra il 29 maggio in ricordo della vittoria della Lega Lombarda sulle truppe imperiali di Federico Barbarossa nella battaglia di Legnano, scontro armato avvenuto il 29 maggio del 1176 nei dintorni della città omonima con cui venne posta la fine al disegno egemonico dell'imperatore germanico sui comuni medievali del Nord Italia.
Dopo la decisiva sconfitta di Legnano, l'imperatore accettò un armistizio di sei anni (la cosiddetta "tregua di Venezia"), fino alla pace di Costanza, in seguito alla quale i comuni medievali dell'Italia settentrionale accettarono di restare fedeli all'Impero in cambio della piena giurisdizione locale sui loro territori.

## Storia
Dopo la caduta del Regno longobardo la Lombardia perse per lunghi secoli la propria unità statuale, a causa delle rivalità comunali e all'ingerenza di potenze straniere, che venne ricostituita solo con l'istituzione del Ducato di Milano (1395-1797), durato per oltre quattro secoli, il quale, al momento della sua massima espansione (1402), comprendeva l'intero attuale territorio lombardo, ad eccezione della città di Mantova, ed esteso anche sulle adiacenti regioni attuali, anche se la sua estensione territoriale venne contraendosi nei secoli. Esistono, tuttavia, diversi vessilli e simboli che, in vari momenti storici, hanno rappresentato almeno in parte il suo territorio.

### Lega Lombarda
La prima bandiera a poter essere definita lombarda è la croce di San Giorgio rossa in campo bianco portata nel 1176 dalla Lega Lombarda nella battaglia di Legnano, scontro armato avvenuto il 29 maggio 1176 contro l'esercito di Federico Barbarossa. Della Lega Lombarda facevano parte anche molte città della Pianura Padana all'esterno dei confini amministrativi attuali, mentre altre città lombarde filo imperiali, come Como, non avevano aderito all'alleanza militare rimanendo sodali a Federico Barbarossa.
Venne probabilmente scelta come vessillo della coalizione militare perché bandiera della città di Milano, capofila della rivolta e rasa al suolo dall'imperatore Federico Barbarossa, e perché simbolo guelfo (quest'ultimo era in contrasto con la croce ghibellina, bandiera di Como, che era bianca in campo rosso e che derivava dalla blutfahne).

bandiera di Milano, usata anche dalla Lega Lombarda
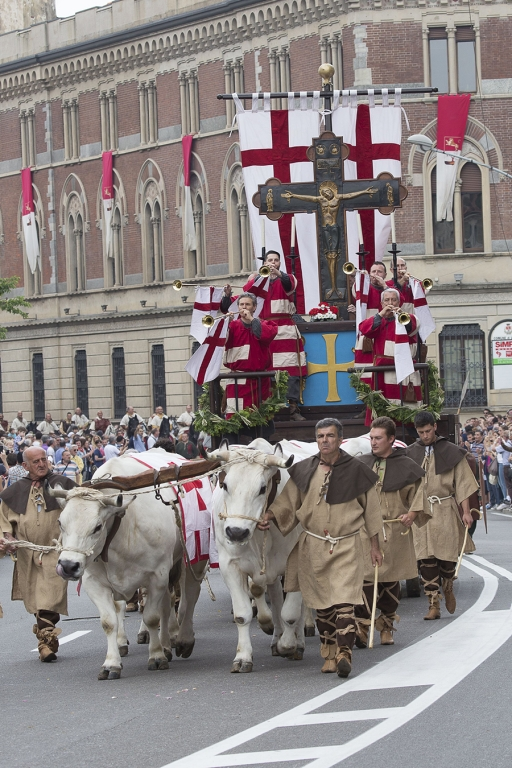
Il Carroccio durante la sfilata storica del Palio di Legnano 2015, su cui sventola lo stendardo bianco crociato di rosso della Lega Lombarda e di Milano

### Ducato di Milano

Massima espansione del Ducato di Milano (in verde) alla morte di Gian Galeazzo Visconti (1402)

Con la fondazione del Ducato di Milano nel 1395, Stato preunitario che nel momento della sua massima espansione (1402) comprendeva l'intero territorio lombardo ad eccezione della città di Mantova, come vessillo comunale fu mantenuta l'antica bandiera di Milano, ossia uno stendardo bianco con una croce di San Giorgio di colore rosso.
La dinastia regnante che ha dominato la città, i Visconti, impose il suo stemma come stendardo di Stato (il cosiddetto Vexillum civitas, che poteva essere utilizzato anche come bandiera di guerra), che fu sempre il biscione, fermo restando la conservazione della primigenia bandiera cittadina bianca con croce di San Giorgio di colore rosso come vessillo ufficiale del Comune (il cosiddetto Vexillum publicum). A questi due vessilli si aggiungeva il Vexillum populus, ovvero lo stendardo del popolo, che aveva raffigurata l'effigie di sant'Ambrogio: tale soggetto è stato poi ripreso dall'Aurea Repubblica Ambrosiana, esistita dal 1447 al 1450, per il proprio sigillo.
La bandiera di guerra del Ducato di Milano fu quindi un vessillo usato dai Visconti avente al centro un biscione nell'atto di ingoiare un fanciullo: il "biscione" è poi diventato uno dei simboli più celebri di Milano. Con l’elevazione dello Stato a Ducato ad opera dell’imperatore tedesco nel 1395, si aggiunse l'aquila imperiale nera posata su sfondo oro già all’epoca stemma della Germania, che fu poi mantenuta dagli Sforza.
Un'eccezione fu lo stendardo usato dal 1499 al 1520, dove era raffigurati i gigli in seguito alla conquista da parte del re di Francia che abolì i simboli tedeschi: quando alla fine i transalpini furono sconfitti, fu ripristinata l'aquila imperiale.

### Evoluzione delle bandiere e degli stendardi di Milano

Bandiera comunale (Vexillum publicum) del Ducato di Milano (1395-1797)
Bandiera di guerra (Vexillum civitas) di Milano di epoca viscontea (1277-1395)
Stendardo civico (Vexillum civitas) di Milano di epoca viscontea e sforzesca (1395-1499)

### Repubblica di Venezia
In seguito alla vittoria del conte di Carmagnola nella battaglia di Maclodio sulle truppe del Ducato di Milano (scontro facente parte delle cosiddette "Guerre di Lombardia") le città lombarde di Brescia e Bergamo passarono, nel 1428, alla Repubblica di Venezia, che garantì loro una larghissima autonomia. Nella Lombardia orientale fu quindi usato, fino al trattato di Campoformio del 1797, come simbolo, il Leone di San Marco.

Bandiera della Serenissima Repubblica di Venezia

### Ducato di Mantova
Il Marchesato e poi Ducato di Mantova (1433-1708) fu retto dai Gonzaga mantenendo la propria bandiera (croce patente rossa su campo bianco, con quattro aquile tedesche nei quarti) quasi invariata nei secoli.

Bandiera del Ducato di Mantova

### Repubblica Cisalpina
Nel 1797, in seguito alla conquista napoleonica del Nord Italia, venne creata la Repubblica Cisalpina, Stato vassallo della Francia rivoluzionaria comprendente la Lombardia e parte dell'Emilia-Romagna, con capitale Milano. La bandiera del nuovo Stato fu un tricolore mutuato da quello francese, con il verde in luogo del blu.

Bandiera della Repubblica Cisalpina
Emblema della Repubblica Cisalpina

### Regno Lombardo-Veneto
Dopo la caduta di Napoleone Bonaparte e il ritorno dell'Ancien Régime le potenze europee si riunirono al Congresso di Vienna per ridisegnare la carta dell'Europa. Nel Nord Italia venne creato il Regno Lombardo-Veneto, che comprendeva Lombardia e Veneto, la cui corona fu assegnata agli Asburgo d'Austria. Lo stemma venne ottenuto inquartando il Leone di San Marco con il Biscione Visconteo, con al centro lo stemma degli Asburgo.

### Regno d'Italia
Nonostante le regioni non fossero un ente contemplato nell'ordinamento del Regno d'Italia se non come circoscrizioni di decentramento statistico-amministrative, nel 1910 venne avanzata un'ipotesi per dotarle di stemmi. Per la Lombardia la scelta cadde sul Biscione visconteo, proposta ribadita dallo storico Giuseppe Gerola nel 1927.
